# احمد الیاس
احمد الیاس (عربی: أحمد علي إلياس؛ زادهٔ ۹ نوامبر ۱۹۹۰) بازیکن فوتبال اهل اردن است.
از باشگاه‌هایی که در آن بازی کرده است می‌توان به باشگاه ورزشی الوحدات اشاره کرد.
وی همچنین در تیم‌های ملی فوتبال زیر ۲۳ سال اردن، و اردن بازی کرده است.